# Svärdsjö landskommun
Svärdsjö landskommun var en kommun i dåvarande Kopparbergs län (nu Dalarnas län).

## Administrativ historik
Kommunen bildades 1863 i Svärdsjö socken i Dalarna.
Den 1 januari 1947 (enligt beslut den 8 mars 1946) fastställdes gränsen mellan Svärdsjö och Ovansjö landskommun i Gävleborgs län. I samband med detta överfördes från Svärdsjö till Ovansjö vissa obebodda områden omfattande en areal av 2,45 km², varav 2,44 km² land. I motsatt riktning överfördes vissa obebodda områden omfattande en areal av 0,349 km², varav 0,347 km² land.
Den 1 januari 1971 uppgick kommunen i Falu kommun.

### Kyrklig tillhörighet
I kyrkligt hänseende tillhörde kommunen Svärdsjö församling och från 1 januari 1919 också Svartnäs församling.

## Kommunvapen
Blasonering: I rött fält en vase och däröver en liljekrona, båda av guld.
Vapnet antogs 1944.

## Geografi
Svärdsjö landskommun omfattade den 1 januari 1952 en areal av 923,20 km², varav 853,21 km² land.

### Tätorter i kommunen 1960
| Tätort      | Folkmängd |
| ----------- | --------- |
| Linghed     | 912       |
| Borgärdet   | 607       |
| Bengtsheden | 484       |
| Vintjärn    | 226       |
| Lumsheden   | 210       |

Tätortsgraden i kommunen var den 1 november 1960 49,7 procent.

## Politik

### Mandatfördelning i valen 1938-1966
| 16 | 5 | 7 | 2 |

| 30 |

| 12 | 5 | 7 |  |

| 25 |

| 15 | 7 | 7 |  |

| 28 |

| 16 | 8 | 10 |  |

| 31 |

| 16 | 7 | 9 | 3 |

| 29 | 6 |

| 15 | 8 | 8 | 4 |

| 31 |

| 14 | 11 | 7 | 3 |

| 31 |

| 12 | 12 | 7 |  | 3 |

| 31 |